# Takeda Pharmaceutical Company
Takeda  es la compañía farmacéutica más grande de Japón, con oficinas de negocios fuera de Japón situadas en Europa, Estados Unidos y Latinoamérica. Su subsidiario americano, Takeda Pharmaceuticals North América, Inc., se encuentra en Deerfield (Illinois), mientras que en Argentina se encuentra en Buenos Aires como Takeda Argentina S. A. Es conocida mundialmente por sus recientes adquisiciones de laboratorios como Shire.
En abril de 2023 el ANMAT (Administración Nacional de Medicamentos, Alimentos y Tecnología Médica de Argentina) ha aprobado la vacuna contra el dengue (transmitido por el mosquito Aedes Egypty) creada por esta farmacéutica, y con ello, se está evaluando la futura comercialización en las farmacias argentinas. Esta vacuna será efectiva contra los cuatro serotipos del dengue, una enfermedad presente en gran parte del Continente Americano.

## Historia
Takeda fue fundada por Chobei Takeda I en 1781 en el distrito de Chuo-ku, Osaka, Japón. En 1914 estableció una División de Investigación, a cargo de nuevos desarrollos de productos farmacéuticos. Entre 1962 y 1997 extendió sus actividades a diversos países de Europa y América.
Actualmente, las ramas de investigación y desarrollo globales están repartidas entre Deerfield (Illinois) y Londres. Una de las medicinas más conocidas del grupo Takeda es de apoyo principal es Actos, un compuesto usado en el tratamiento de ciertos tipos de diabetes.
Takeda también posee los productos farmacéuticos de TAP, empresa de capital compartido con Abbott Laboratories. La compañía también ha licenciado de forma no exclusiva la plataforma de tecnología ARNi desarrollada por Alnylam, para lo cual se creó una sociedad conjunta con vistas a mantenerla a largo plazo entre las compañías.

## Controversia
En 2007, Takeda Pharmaceutical Company fue sancionada por la mala promoción del producto Rozerem. La compañía anunció la píldora del sueño Rozerem para los niños en su “de nuevo la época de la escuela” - (“Rozerem quisiera recordarle que es de nuevo la época de la escuela. Pregunte a su doctor hoy si Rozerem es correcto para usted.”) La motivación del jurado era que el anuncio funcionó sin la observación de los efectos secundarios muy serios que esta droga puede tener, incluyendo pensamientos crecientes del suicidio en pacientes ya presionados.
Los productos farmacéuticos de Takeda tampoco pudieron mencionar las precauciones en su empaquetado sobre los niños que usaban esta droga.

## Takeda en países de habla hispana
- En España, Takeda inició su actividad en 2008. Takeda España tiene su sede en Madrid.[1]
- En México, Takeda da licencia a muchos de los productos que elabora Laboratorios Hormona®, S. A. de C. V